# Vorrang des Gesetzes
Vorrang des Gesetzes bezeichnet den rechtsstaatlichen Grundsatz, dass das Handeln von Legislative, Exekutive und Judikative nie gegen geltende Gesetze verstoßen darf. Handeln meint dabei sowohl Realakte, z. B. den sogenannten unmittelbaren Zwang der Polizei, als auch Rechtsakte (Verordnungen, öffentlich-rechtliche Satzungen, Verwaltungsakte, Gerichtsentscheidungen).
Für Deutschland ist der Vorrang des Gesetzes in Art. 20 Abs. 3 Grundgesetz normiert. Die Vorschrift gilt als einer der „Grundsätze […] des Rechtsstaates im Sinne dieses Grundgesetzes“, auf die Art. 28 Abs. 1 S. 1 GG Bezug nimmt.
Für die Legislative gilt hierbei der Vorrang des Verfassungsrechts, da die Legislative einfache Gesetze regelmäßig aufheben, verändern und neu schaffen kann. Insoweit ist die Legislative nicht an einfaches Recht gebunden.
Für die Judikative und die Exekutive gilt hingegen die Bindung an die Gesetze, an die Rechtsordnung. Inwiefern die Formulierung des Art. 20 Abs. 3 GG, wonach Judikative und Exekutive an Recht und Gesetz gebunden, mit dem Wort Recht auch die Geltung von Naturrecht zulässt, ist unter Staatsrechtlern umstritten.
„Der Verstoß eines niederrangigen gegen einen höherrangigen Rechtsakt ist rechtswidrig. Die Folge der Rechtswidrigkeit ist unterschiedlich: Im Allgemeinen sind rechtswidrige Normen nichtig, rechtswidrige Verwaltungsakte und Gerichtsentscheidungen nur binnen einer bestimmten Frist anfechtbar.“